# Kansas City Vehicle Company
Kansas City Vehicle Company war ein US-amerikanischer Hersteller von Kraftfahrzeugen.

## Unternehmensgeschichte
Das Unternehmen wurde 1909 in Kansas City in Missouri gegründet. Es stellte von 1909 bis 1913 Personenkraftwagen her, die als Gleason vermarktet wurden. In dem Werk waren vorher schon die Caps Brothers Manufacturing Company, die Kansas City Motor Car Company und die Wonder Motor Car Company tätig. Außerdem entstanden Nutzfahrzeuge. 1913 wurde das Unternehmen aufgelöst.
Die Bauer Machine Works Company übernahm das Werk.

## Fahrzeuge
Das Unternehmen stellte Highwheeler her und war damit eines der letzten, das damit auf den Markt kam. Die Fahrzeuge hatten einen Zweizylindermotor mit 20 PS Leistung. Er trieb über eine Kardanwelle die Hinterachse an. Zur Wahl standen vier Aufbauten. Model K war ein High Wheel Buggy, Model L ein High Wheel Runabout, Model M ein High Wheel Baby Tonneau und Model Q ein Baby Tonneau. Es ist unklar, wieso beim letztgenannten Modell auf den Zusatz High Wheel verzichtet wurde.
Die Fahrzeuge hatten anfangs Vollgummireifen und später Luftreifen. Weitere Modellpflegemaßnahmen oder Weiterentwicklungen sind nicht überliefert.

## Modellübersicht
| Jahr      | Modell  | Zylinder | Leistung (PS) | Radstand (cm) | Aufbau                  |
| --------- | ------- | -------- | ------------- | ------------- | ----------------------- |
| 1909–1913 | Model K | 2        | 20            | 241           | High Wheel Buggy        |
| 1909–1913 | Model L | 2        | 20            | 241           | High Wheel Runabout     |
| 1909–1913 | Model M | 2        | 20            | 241           | High Wheel Baby Tonneau |
| 1909–1913 | Model Q | 2        | 20            | 241           | Baby Tonneau            |